# Courcelles-de-Touraine
Courcelles-de-Touraine är en kommun i departementet Indre-et-Loire i regionen Centre-Val de Loire i de centrala delarna av Frankrike. Kommunen ligger i kantonen Château-la-Vallière som tillhör arrondissementet Tours. År 2022 hade Courcelles-de-Touraine 480 invånare.

## Befolkningsutveckling
Antalet invånare i kommunen Courcelles-de-Touraine
Referens:INSEE